# درستی (منطق)
در منطق ریاضی، یک سامانهٔ منطقی دارای ویژگی صحت (به انگلیسی: Soundness) یا درستی است، اگر و فقط اگر قواعد استنباطی آن فقط فرمول‌هایی را ثابت کند که به لحاظ معناشناسی آن معتبر باشد. در بیشتر موارد، آنچه در این باره مهم است این است که قاعده‌های آن درست باقی بمانند، اما به‌طور کلی همیشه اینطور نیست. کلمهٔ soundness از کلمهٔ المانی 'sund' از Gesundheit، به معنای سلامتی گرفته شده‌است. لذا برای اینکه بگوییم یک استدلال صحیح است به معنای این است که، طبق ریشه یابی، بگوییم آن استدلال سالم است.
اگر استدلالی بخواهد موجه باشد، باید هم معتبر باشد و هم درست (به انگلیسی: Sound).

## دربارهٔ استدلال‌ها
یک استدلال صحیح است اگر و تنها اگر 
1. آن استدلال معتبر باشد.
2. همهٔ فرضیه‌های آن درست باشد.

برای مثال،
همهٔ مردان فناپذیرند(از بین می روند).
سقراط یک مرد است.
بنابراین، سقراط فناپذیر است.
این استدلال معتبر است (چون نتیجه‌گیری بر مبنای آن مقدمه، درست است، یعنی این نتیجه‌گیری پیرو و دنبالهٔ آن مقدمه است) و چون آن مقدمه در واقع درست است، استدلال صحیح خواهد بود.
استدلال زیر معتبر است اما صحیح نیست:
هر موجود زنده ای که بال داشته باشد می‌تواند پرواز کند.
پنگوئن‌ها بال دارند.
بنابر این پنگوئن‌ها می‌توانند پرواز کنند.
در واقع چون مقدمهٔ اول (صغری) نادرست است، این استدلال، با وجود اینکه معتبر است، صحیح نیست.

## دربارهٔ سامانهٔ منطقی
صحت یکی از بنیادی‌ترین ویژگی‌ها در منطق ریاضی است. ویژگی صحت، دلیل اولیه را برای محاسبهٔ یک سامانهٔ منطقی مطلوب تأمین می‌کند. ویژگی کمال به این معناست که هر گونه اعتبار (درستی) قابل اثبات است. در کل این ویژگی‌ها می‌رساند که فقط و فقط درستی‌ها قابل اثبات هستند.
بیشتر استدلال‌هایی که از طریق صحت صورت می پذیرند، بدیهی هستند. برای مثال، در یک سامانهٔ بدیهی، استدلال از طریق صحت، همان تحقیق و بررسی اصول و قاعده‌های کلی است و اینکه قاعده‌های استنباط، اعتبار را حفظ کنند (یا ویژگی ضعیف تر، که همان درستی است). بیشتر سامانه‌های بدیهی فقط قاعدهٔ modus ponens را دارند (و گاهی اوقات جانشانی)، لذا تنها بررسی اعتبار قاعدهٔ کلی و یک قاعدهٔ استنباط نیاز است.
ویژگی‌های صحت به دو نوع تقسیم می‌شوند:صحت قوی و ضعیف، که اولی مورد خاصی از دومی است.

### صحت
صحت یک سامانهٔ استقرائی، نوعی ویژگی است که هر جمله‌ای که در آن سامانهٔ استقرائی قابل اثبات است، هم چنین، با توجه به تمام توصیف‌ها و الگوهای تئوری معنائی برای زبانی که بر اساس آن این تئوری پایه‌گذاری شده، درست باشد.
در نمادها، جایی که S سامانهٔ استقرایی است، L آن زبان با تئوری معنایی اش، و P یک جمله از L : اگر S P⊢، آن گاه هم چنین L P⊨.
به بیان دیگر، یک سامانه صحیح است اگر هر یک از قضیه‌هایش (یعنی فرمول‌هایی که از مجموعهٔ تهی قابل اثبات باشد) در هر ساختاری از زبان معتبر باشند.

### صحت قوی
صحت قوی یک سامانهٔ استقرایی ویژگی است که هر جملهٔ P از زبانی که سامانهٔ استقرایی بر آن پایه‌گذاری شده و از یک مجموعهٔ Г از جملات آن زبان گرفته شده نیز یک نتیجهٔ منطقی از آن مجموعه، در جهتی که هر الگویی که تمام اعضای Γ را درست می‌کند، P را نیز درست خواهد کرد. در نمادها جایی که Γ یک سامانه از جملات Γ است: اگر Γ ⊢S P، آن گاه همچنین Γ ⊨L P. توجه داشته باشید که در بیان صحت قوی، هنگامی که Γ تهی است، بیان یک صحت ضعیف را خواهیم داشت.

### صحت محاسباتی
اگر T یک تئوری باشد که اجزاء مباحثهٔ آن بتوانند به عنوان اعداد طبیعی تفسیر شوند، ما می گوییم T به شیوهٔ محاسباتی صحیح است اگر تمام قضیه‌های T حقیقتاً در بارهٔ استاندارد اعداد صحیح ریاضی درست باشد. برای اطلاعات بیشتر، به ω-consistent theory مراجعه کنید.

## ارتباط با کمال
ویژگی صحت مخالف ویژگی معنایی کمال است. یک سامانهٔ استقرایی همراه با یک تئوری معنایی به‌طور قوی کامل است اگر هر جمله P که یک نتیجهٔ معنایی از یک مجموعه جملات Γ است، بتواند در آن سامانه استقرایی از آن مجموعه ناشی شود. در نمادها: هرگاه Γ ⊨ P آن گاه همچنین Γ ⊢ P. کمال منطق مرتبه اول برای اولین بار توسط Gödel تشریح شد، با وجود اینکه برخی از نتایج در آثار قدیمی تر Skolem نیز وجود داشت.
به‌طور غیر رسمی، قضیهٔ صحت از یک سامانهٔ استقرایی نشان دهندهٔ این است که همهٔ جملات قابل اثبات درست هستند. حالت‌های کمال که همگی جملات درستی هستند، قابل اثباتند.
اولین قضیهٔ عدم کمال Gödel نشان می‌دهد که برای زبان‌هایی که برای انجام دادن میزان مشخصی از محاسبات مناسبند، نمی‌تواند سامانهٔ استقرایی مؤثری وجود داشته باشد که با در نظر داشتن تفسیر مورد نیاز از نماد پردازی از آن زبان، کامل باشد. بنابراین، همهٔ سامانه‌های استقرایی در این مورد خاص از کمال، که کلاس مدل‌ها (تا همریختی) محصور به نوع مورد نظر آن است، کامل نیستند. اثبات اولیه و آغازین کمال برای همهٔ الگوهای کلاسیک، نه فقط برخی از کلاس‌های فرعی درست انواع مورد نیاز، به کار می‌آید.